# Narcyzm (seksuologia)
Narcyzm, autofetyszyzm – parafilia polegająca na kierowaniu całego libido na własną osobę, związane z doznawaniem satysfakcji seksualnej poprzez widok własnego ciała. Przejawem narcyzmu jest także autofilia – narcyzm skojarzony z ekshibicjonizmem, czyli osiąganie satysfakcji w wyniku podziwu okazywanego przez partnera lub grupę osób. Te wybitnie seksualne rodzaje narcyzmu należy odróżnić od narcyzmu „osobowościowego”, gdyż mogą one, lecz wcale nie muszą być z nim związane.